# كريس وايت (لاعب كريكت)
كريس وايت (15 فبراير 1980 في المملكة المتحدة - ) (بالإنجليزية: Chris White)‏ هو لاعب كريكت بريطاني. لعب مع Essex Cricket Board ‏.